# Henrique (nombre)
Henrique es un nombre propio masculino de origen germano. El significado de Henrique es “gobernante de casa”.
Este nombre está compuesto por los elementos germánicos heim “caseros” y ric “poder de gobernante”. Más adelante, el nombre evolucionó a Heinrich, debido principalmente a la influencia de otros nombres germánicos como Haganriche. Los normandos fueron los que introdujeron este nombre en Inglaterra, en donde comenzó a usarse por las altas clases sociales. En su versión europea, nos encontramos con uno de los nombres preferidos por la realeza, ya que muchos reyes tenían este nombre.
Su onomástica es el 13 de julio. 

## En la actualidad
Esta grafía antigua del nombre enrique se usa ampliamente en algunos países de Hispanoamérica.

## En otros idiomas
Nos podemos encontrar este nombre en otros idiomas como serían :
1. Enrique (España)
2. Emmerich, Heinrich (Alemania)
3. Henrik (Armenia)
4. Endika (País Vasco)
5. Enric (Cataluña)
6. Henry (inglés)

## Personajes destacados con el nombre
Un personaje famoso que posee este nombre es Henrique Capriles